# Elektrochemie

Elektrolyse van water

De elektrochemie bestudeert de relatie tussen elektrische- en chemische processen. Deze verschijnselen spelen zich altijd af op het grensvlak tussen twee geleiders. Een van de geleiders is altijd een ionengeleider, de elektrolyt; vaak is dit een vloeistof (water) waarin ionen zijn opgelost. De andere geleider is een elektronengeleider die elektrode wordt genoemd; dit is vaak een vast metaal, maar kan, in de vorm van bijvoorbeeld kwik ook vloeibaar zijn, terwijl ook grafiet soms als elektrode optreedt.

## Grootheden
Binnen de elektriciteitsleer is er een aantal belangrijke meetbare grootheden. Elk van deze grootheden wordt binnen de elektrochemie gebruikt om chemische processen of metingen te realiseren.
| Elektrische grootheid       | chemisch proces of meetmethode |
| stroom                      | biamperometrie, polarografie   |
| weerstand of geleidbaarheid | conductometrie                 |
| potentiaal                  | potentiometrie, voltammetrie   |
| lading                      | coulometrie, elektrolyse       |

## Elektrochemische systemen
Het bekendste elektrochemische systeem is een waterige oplossing waardoor men met de hulp van twee elektroden een stroom geleidt (zie hiernaast). Het woord elektrode komt van het Oudgriekse ἤλεκτρον (ēlektron, barnsteen) en ὁδός (hodos, pad, weg). Men onderscheidt de twee elektroden naar de rol die zij spelen. Het pad waarlangs de elektronen de oplossing ingeleid worden heet kathode (κατά ὁδός kata hodos, weg naar beneden). Het pad waarlangs zij de oplossing verlaten ("ontstijgen") heet anode (ἀνά ὁδός ana hodos, pad omhoog). Aan een kathode vindt door toevoeging van elektronen aan een ion of molecuul in de oplossing reductie plaats. Aan de anode is het omgekeerde het geval: daar treedt een oxidatiereactie op. Een voorbeeld van zo'n proces is de elektrolyse van water.
Voor het goede verloop van het proces moet het water ionengeleidend gemaakt worden, zodat de stroomkring door de elektrolyt gesloten wordt en het optreden van een grote ohmse weerstand wordt vermeden. Dit kan door toevoeging van wat zwavelzuur. De waterstofionen H+ die hierbij ingebracht worden, dienen dan tevens als oxidator:
| - aan de kathode: | 4 H+ + 4 e− | → 2 H2             |
| - aan de anode:   | 2 H2O       | → O2 + 4 H+ + 4 e− |

Men kan ook een basische elektrolyt gebruiken, door in plaats van zwavelzuur bijvoorbeeld natriumhydroxide toe te voegen. De halfreacties worden dan:
| - aan de kathode: | 4 H2O + 4 e− | → 2 H2 + 4 OH-      |
| - aan de anode:   | 4 OH-        | → O2 + 2 H2O + 4 e− |

Indien de twee bovenstaande halfreacties gecombineerd worden tot een totaalreactie, dan wordt zowel in zuur als in basisch milieu de totaalreactievergelijking:
| 2 H2O → 2 H2 + O2 |

In beide gevallen zorgt de doorvoer van vier elektronen er dus voor, dat er twee watermoleculen splitsen in twee waterstofmoleculen en één zuurstofmolecuul.